# Hrabkov
Hrabkov (em húngaro: Harapkó) é um município da Eslováquia, situado no distrito de Prešov, na região de Prešov. Tem 16,7 km² de área e sua população em 2018 foi estimada em 693 habitantes.

## Demografia
| Ano:        | 1994 | 2004   | 2014   | 2024   |
| ----------- | ---- | ------ | ------ | ------ |
| Broj ljudi: | 773  | 702    | 698    | 735    |
| Razlika:    |      | -9,18% | -0,56% | +5,30% |

| Ano:               | 2023 | 2024   |
| ------------------ | ---- | ------ |
| Número de pessoas: | 716  | 735    |
| Diferença:         |      | +2,65% |